# Nimbacinus richi
Nimbacinus richi is een uitgestorven buidelwolf die in het Mioceen op het Australische continent leefde. 

## Fossiele vondsten
Fossielen van Nimbacinus richi zijn gevonden in de Camfield Beds bij Bullock Creek in het Noordelijk Territorium en dateren uit het Midden-Mioceen. Het holotype van Nimbacinus richi is een complete onderkaak met valse kiezen en kiezen. Daarnaast zijn gedeeltelijke onderkaken met kiezen gevonden.

## Kenmerken
Nimbacinus richi had een geschat gewicht van 5 kg.

## Verwantschap
De verwante Nimbacinus dicksoni leefde in het Vroeg-Mioceen en is een van de best bekende fossiele buidelwolven.